# Walckenaeria orghidani
Walckenaeria orghidani este o specie de păianjeni din genul Walckenaeria, familia Linyphiidae, descrisă de Georgescu, 1977.
Este endemică în Cuba. Conform Catalogue of Life specia Walckenaeria orghidani nu are subspecii cunoscute.